# フリアン・カストロ
フリアン・カストロ（英語：Julian Castro、1974年9月16日 - ）は、アメリカ合衆国の政治家。バラク・オバマ政権で第16代住宅都市開発長官を務めた。

## 経歴
1974年9月16日にテキサス州サンアントニオにて誕生した。サンアントニオ市議会議員を経て、2009年6月1日に第60代サンアントニオ市長に就任した。2013年10月には訪日して、石原宏高外務大臣政務官（当時）を表敬訪問した。
- 2012年
民主党全国大会で基調演説を行い脚光を浴びる。
- 2014年
住宅都市開発長官として抜擢された際に、バラク・オバマ大統領は党大会のスピーチを引き合いに出し、「彼は若手でスピーチもうまく、容姿も悪くない」とユーモアを込めた紹介を行っている[2]。2017年1月20日に長官を辞任した。
- 2019年1月12日
出身地であるサンアントニオ市で、2020年アメリカ合衆国大統領選挙に出馬することを表明した[3]。
- 2019年7月9日
この日に行われた民主党第1回公開討論会では善戦し、有力候補のエリザベス・ウォーレン上院議員と互角との評価を得た[4]。
- 2019年9月12日
第3回公開討論会へ出席。最有力候補であるジョー・バイデンの年齢の高さを取り上げる作戦を採ったが不発に終わった[5]。

## ちなみに
祖母の時代にメキシコからサンアントニオへ移住してきた移民の子孫で、2019年現在民主党所属のヒスパニック系有力政治家として台頭しつつある。双子の兄弟であるホアキン・カストロは連邦下院議員である。